# Dunajba
Dunajba (arab. دنيبة) – miejscowość w Syrii, w muhafazie Hama. W 2004 roku liczyła 2208 mieszkańców.